# Rejon jermakowski
Rejon jermakowski (ros. Ермаковский район, Jermakowskij rajon) – rejon administracyjny i komunalny Kraju Krasnojarskiego w Rosji.
Stolicą rejonu jest wieś Jermakowskoje, której ludność stanowi 39% populacji rejonu. Rejon został utworzony 25 marca 1925 roku.

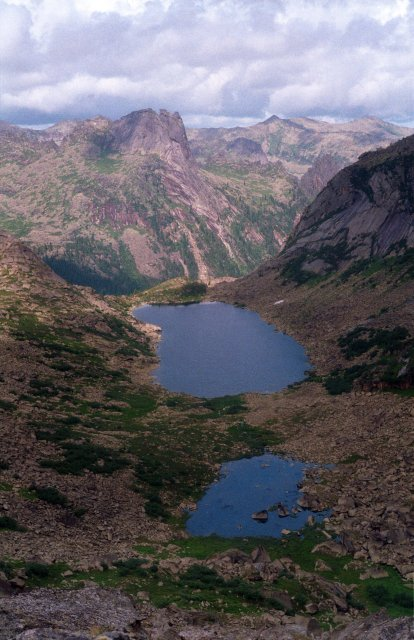
Zachodnie Sajany: grzbiet Ergaki i jezioro Gornych Duchow

## Położenie
Rejon ma powierzchnię 17 652 km² i znajduje się w południowej części Kraju Krasnojarskiego, granicząc na północnym wschodzie z rejonem karatuzskim, na wschodzie i południu z republiką Tuwy, a na zachodzie i północnym zachodzie z rejonem szuszeńskim. Większość terytorium znajduje się w obrębie pasma górskiego Sajan Zachodni. 
Przez rejon przebiega droga magistralna M54 "Jenisej" łącząca Krasnojarsk z granicą rosyjsko-mongolską.
Część rejonu zajmuje Sajańsko-Szuszeński Rezerwat Biosfery.

## Ludność
W 1989 roku rejon ten liczył 23 043 mieszkańców, w 2002 roku 23 202, w 2010 roku 23 043, a w 2011 zaludnienie spadło do 20 809 osób.

## Podział administracyjny
Administracyjnie rejon dzieli się na 14 sielsowietów.